# Simon Moritz Bethmann (Amtmann)
Simon Moritz Bethmann (* 26. März 1687 in Cramberg; † 6. Juni 1725 in Bergnassau) war ein nassauischer Amtmann.

## Leben
Simon Moritz Bethmann war der Sohn von Konrad Bethmann (1652–1701), Münzmeister der Fürstin von Nassau-Holzapfel, später des Deutschen Ordens und des Mainzer Kurfürsten. Die Mutter war Anna Elisabeth Baumann. Bethmann heiratete 1715 Elisabeth Thielen, die Tochter des Gasthalter Thielen. Aus der Ehe gingen drei Söhne und eine Tochter hervor.  
- Johann Philipp Bethmann (1715–1793), deutscher Kaufmann
- Johann Jakob Bethmann (1717–1792), Kaufmann und Konsul
- Simon Moritz Bethmann (1721–1782), Kaufmann
- Katharina Elisabeth (1719–1768)

Johann Philipp und Simon Moritz wurden Gründer der Bethmann Bank.
Bethmann besuchte ab dem 21. April 1704 die Universität Gießen und ab dem 3. August 1711 die Universität Halle und studierte Rechtswissenschaften. Von 1715 bis zu seinem frühen Tod 1725 war er Amtmann im Nassau-Idsteinschen Amt Nassau.